# Philipp Scherbe
Philipp Scherbe (également Philippus Scherbius ou Philipp Scherb) est un médecin et philosophe suisse, né en 1553 à Bischofszell et mort le 11 juin 1605 à Altdorf bei Nürnberg. 

## Biographie
Après avoir étudié dans plusieurs universités allemandes et italiennes, il enseigne la logique à Bâle 
de 1581 à 1586, ainsi que, pendant une année, la médecine et l'éthique comme successeur de Thomas Erastus, son ancien professeur à Heidelberg. En 1586, il décide d'enseigner la médecine à l'université d'Altdorf, mais aussi la physique et la logique. Au nombre de ses étudiants se trouvent Caspar Hofmann et Ernst Soner, ce dernier lui succédant à la chair de médecine pratique. Philipp Scherb est resté dans la postérité pour son aristotélisme prononcé et son hostilité à Paracelse.